# Асфальтобетон

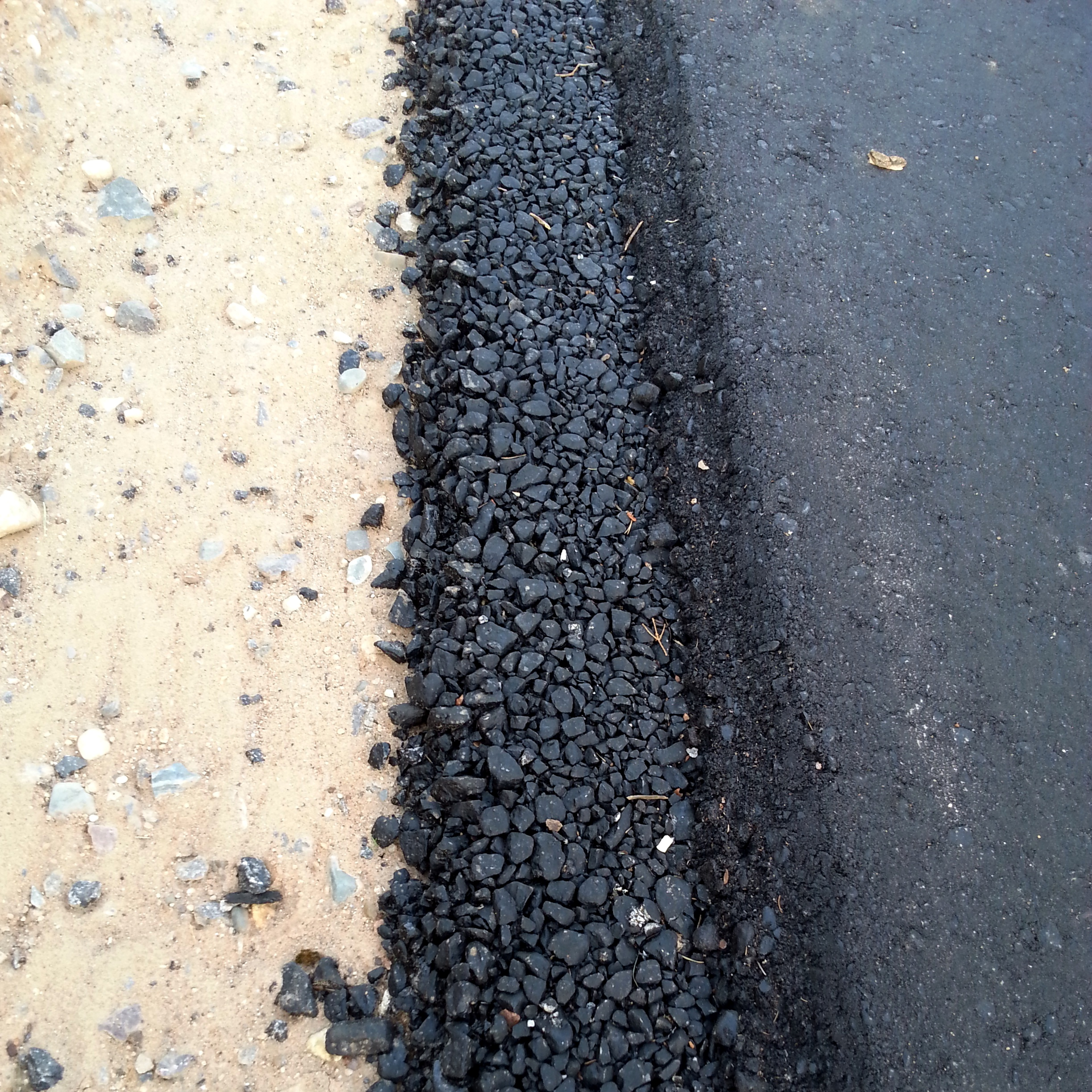
Два слоя асфальтобетона и слой чёрного щебня.

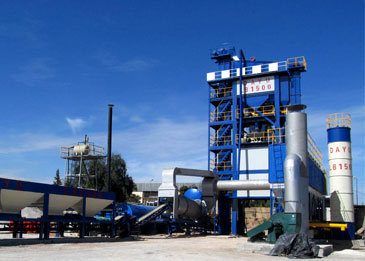
Внешний вид асфальтобетонного завода.

Транспортировка асфальтобетона в кузове автосамосвала МЗКТ-6515.

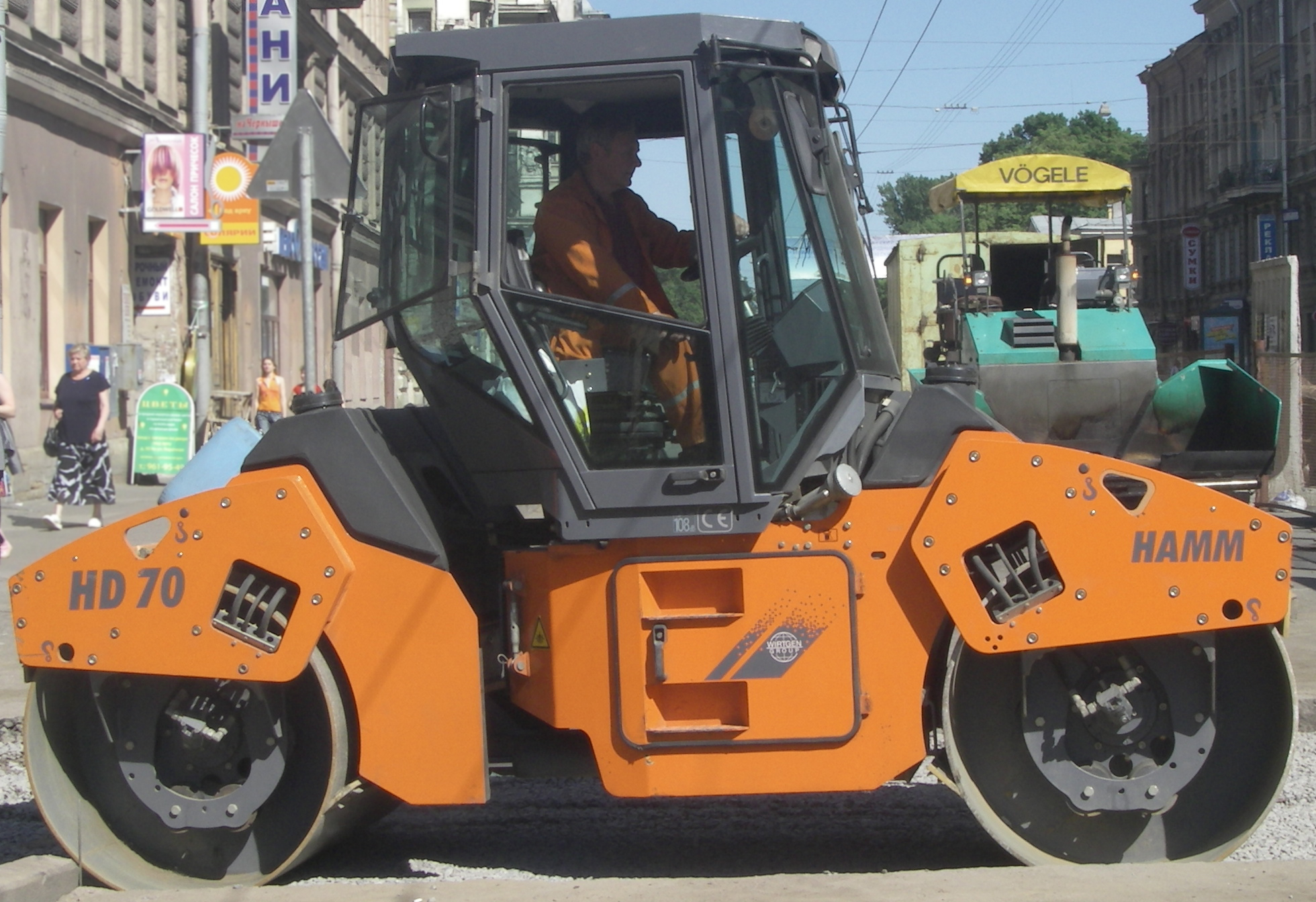
Каток для укатки (уплотнения) АБС.

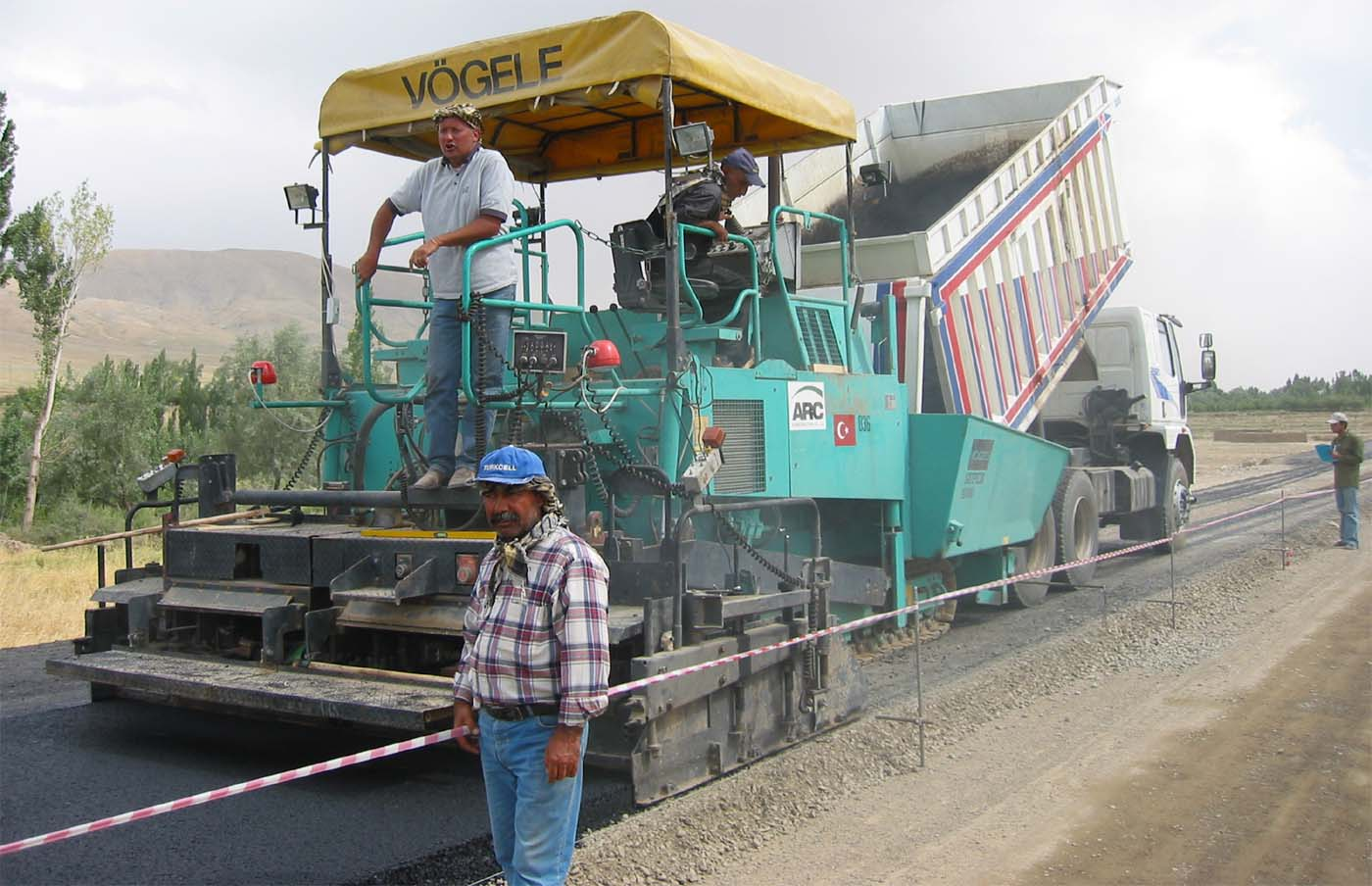
Работа асфальтоукладчика при укладке асфальтобетона.

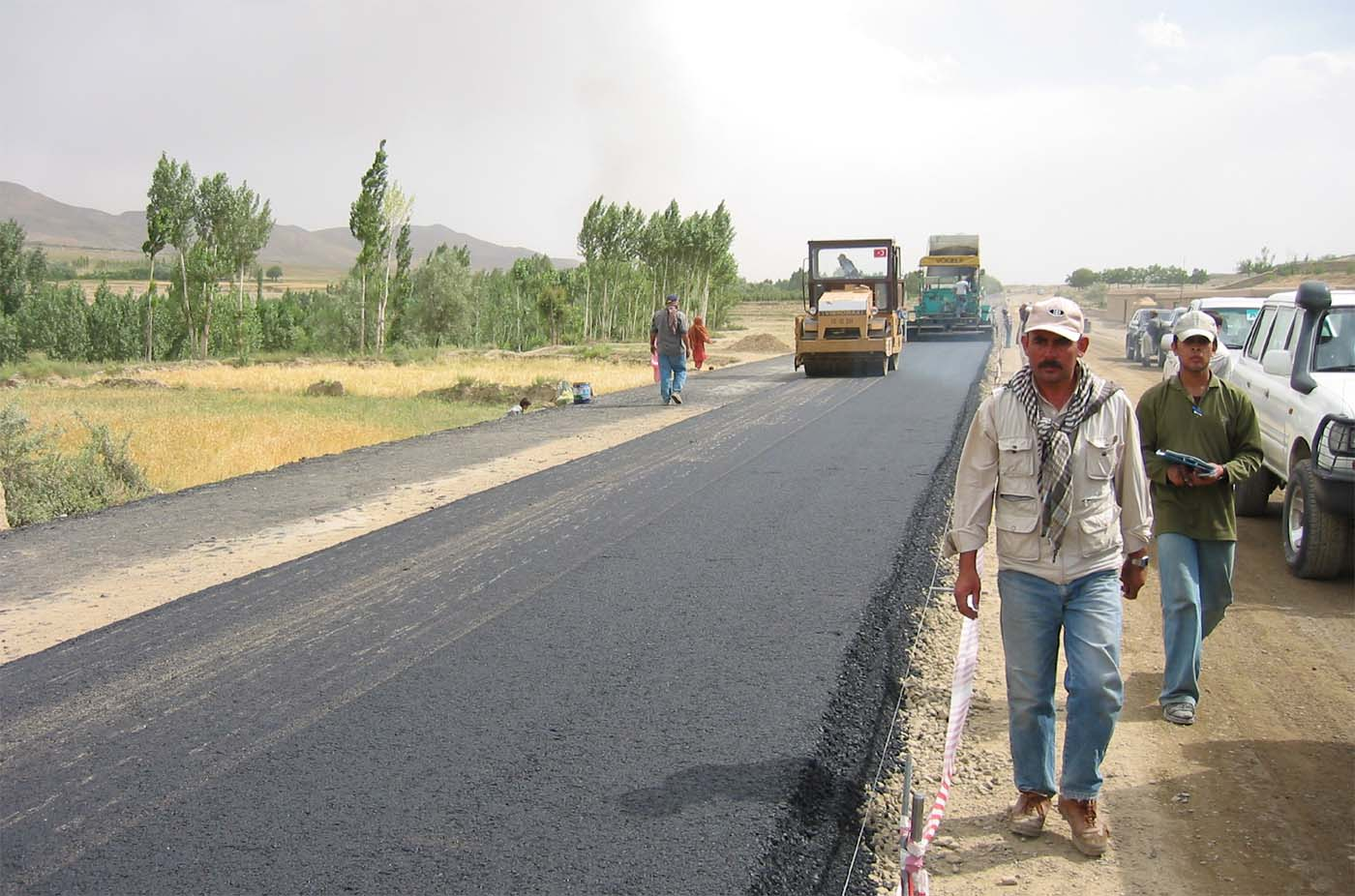
Строительство асфальтобетонной дороги.

Асфальтобетон — искусственный строительный материал, полученный в результате смешения и уплотнения подобранной в необходимых соотношениях и специально приготовленной смеси (асфальтобетонной смеси (АБС)) минерального материала (щебня, песка, минерального порошка) и битума. Полимерасфальтобетоны — уплотнённая смесь минеральных материалов (щебня, песка и минерального порошка), с полимерно-битумным вяжущим, перемешанная в нагретом состоянии. 
В Российской Федерации — России требования к асфальтобетону,  полимерасфальтобетону, асфальтобетонной смеси и полимерасфальтобетонной смеси изложены в ГОСТ 9128. В Англии называется Тармакадам (сокращённо Тармак) от английского слова tar — гудрон и Мак-Адам (фамилия инженера-дорожника).
В обиходной речи дороги с асфальтобетонным покрытием называют "асфальт".

## История
Первоначально в XIX веке улицы городов и дороги мостились деревом и камнями (булыжная мостовая). Начиная с середины XIX века во Франции, Швейцарии, США и ряде других государств и стран дорожное покрытие начинают делать из битумно-минеральных смесей. В 1830-х годах асфальтобетонное покрытие было впервые применено для покрытия тротуаров парижского Королевского моста. Примерно тогда же были покрыты тротуары на лионском мосту Моран через реку Рона.
Летом 1839 года в Санкт-Петербурге были покрыты тротуары на протяжении 45,5 погонных сажень шириной 5 футов (97,08 × 1,52 м) и часть моста длиной 8,5 и шириной 6,5 футов (2,59 × 1,98 м) у дамбы Тучкова моста. В 1876 году Московская городская дума ассигновала 50 000 рублей на проведение эксперимента по устройству асфальтобетонного покрытия: на Тверской улице построили несколько участков из нового материала.
Бурно развивающаяся дорожная сеть требовала новых типов дорожных покрытий, которые можно было так же быстро сооружать, как и земляное полотно. В 1876 году в США впервые применили литой асфальтобетон, приготовленный с использованием нефтяных битумов. В 1892 году в США индустриальным методом была построена первая дорожная конструкция из бетона шириною три метра. 12 лет спустя с помощью гудронатора со свободным истечением горячего битума была построена дорога в 29 км.
В России изготовление асфальта впервые наладил инженер и архитектор Иван Буттац — асфальт стали добывать в 1873 году на Сызранском заводе, на правом берегу Волги на 20 км выше Сызрани.

## Асфальтобетонная смесь
Смесь асфальтобетонная состоит из оптимально подобранных:
- минеральных материалов: щебня (либо гравия), песка (природного или дроблёного) с тонкодисперсным минеральным порошком (либо без него);
- органического вяжущего материала — битума (раньше также использовался дёготь, но был запрещён к применению в черте города, а позже и вовсе исключён из производства).

Составляющие асфальтобетонной смеси перемешиваются в нагретом состоянии. Обычно асфальтобетон применяется для строительства покрытий автомобильных дорог и аэродромов или для устройства полов в промышленных зданиях.

## Основные типы

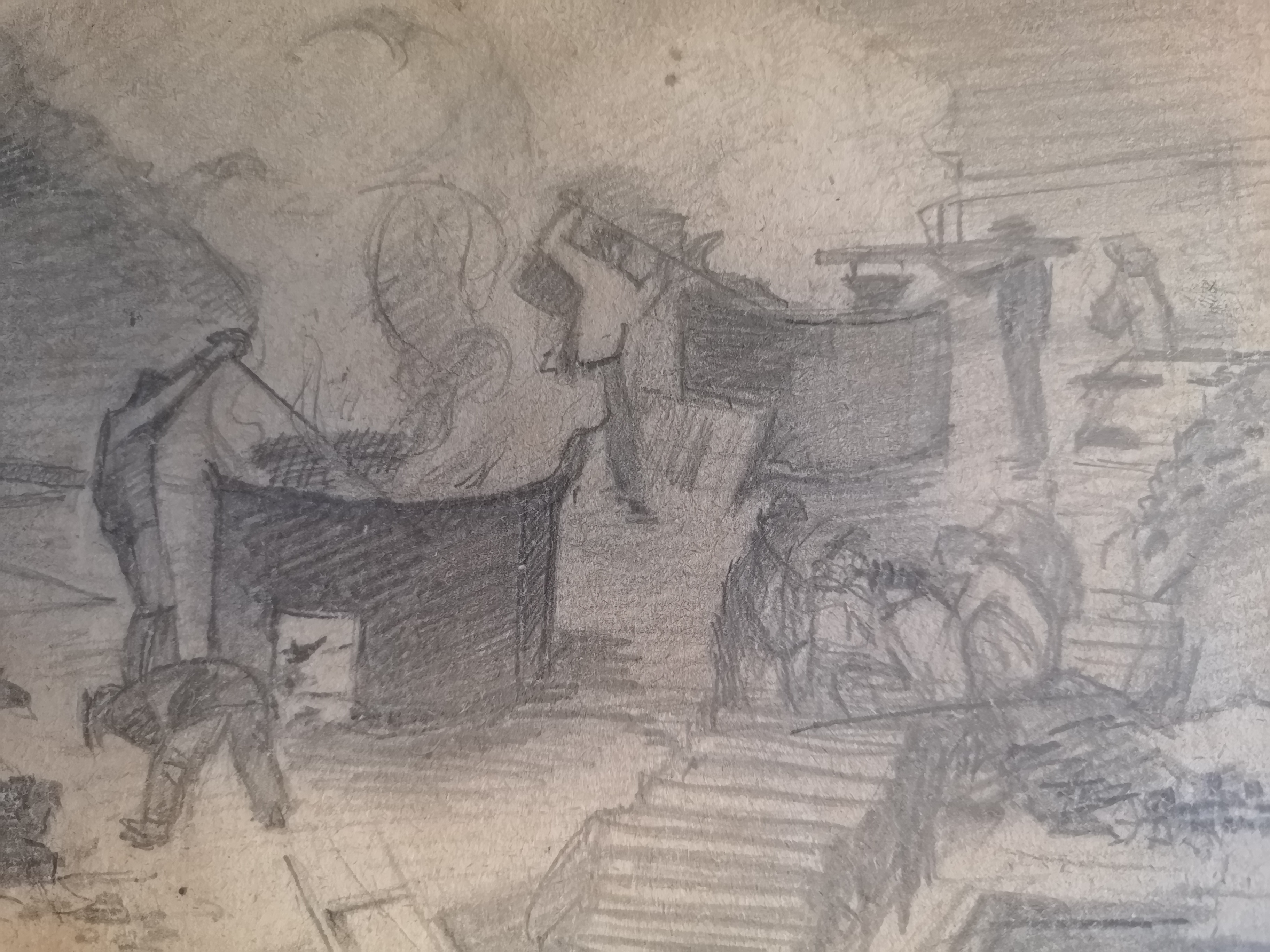
Неизвестный художник, Варят асфальт, бумага-карандаш, 20-30-е годы XX века

Согласно применяемой классификации по ГОСТ 9128-2013, АБС и асфальтобетоны разделяются на
в зависимости от вида минеральной составляющей (материала заполнителя) :
- щебёночные;
- гравийные;
- песчаные.

Асфальтобетонные смеси в зависимости от используемого битума и температуры при укладке подразделяют на:
- горячие (вязкие и жидкие нефтяные дорожные битумы), укладываются с температурой не менее 120 °С;
- холодные (жидкие нефтяные дорожные битумы), укладываются с температурой не менее 5 °С.

Асфальтобетонные смеси и асфальтобетон в зависимости от наибольшего размера минеральных зёрен (щебень, гравий, песок) делят на:
- крупнозернистые (размер зёрен до 40 мм);
- мелкозернистые (размер зёрен до 20 мм);
- песчаные (размер зёрен до 10 мм).

Смеси холодные делятся на мелкозернистые и песчаные.
Асфальтобетоны из горячих смесей по величине остаточной пористости (выраженному в процентах к объёму количеству пор в покрытии после уплотнения) делятся на следующие виды:
- высокоплотные (остаточная пористость от 1,0 до 2,5 %);
- плотные (остаточная пористость от 2,5 до 5,0 %);
- пористые (остаточная пористость от 5,0 до 10,0 %);
- высокопористые (остаточная пористость свыше 10,0%).

Покрытия из холодных смесей должны иметь остаточную пористость от 6,0 до 10,0 %.
Горячие смеси, щебёночные и гравийные, и плотные асфальтобетоны по содержанию в них щебня (гравия) делятся на типы:
- А (содержание щебня (гравия) от 50 до 60 %);
- Б (содержание щебня (гравия) от 40 до 50 %);
- В (содержание щебня (гравия) от 30 до 40 %).

Холодные щебёночные и гравийные смеси и соответствующие асфальтобетоны по содержанию щебня (гравия) делятся на типы Бх и Вх.
Смеси песчаные, горячие и холодные, и соответствующие асфальтобетоны по виду песка делятся на следующие типы:
- Г и Гх — приготовленные на песках из отсевов дробления (остаточный материал, получаемый в результате дробления и фракционирования горных пород);
- Д и Дх — приготовленные на природных песках.

В зависимости от применяемых материалов и физико-механических показателей асфальтобетонные смеси и асфальтобетоны подразделяются на следующие марки:
- горячие высокоплотные	— МI;
- плотные типов:	
  - А — МI, МII; МIII;
  - Б, Г — МI, МII, МIII;
  - В, Д — МII, МIII;
- пористые — МI, МII;
- высокопористые щебёночные — МI, МII;
- высокопористые песчаные — МII;
- холодные типов:	
  - Бх, Вх — МI, МII;
  - Гх — МI, МII;
  - Дх — МII;
- высокопористые щебёночные — МI.

## Подбор состава асфальтобетонной смеси
История проектирования состава горячей асфальтобетонной смеси берёт начало на рубеже XIX—XX веков, когда независимо друг от друга в нескольких странах были разработаны различные методы подбора. В каждую методику обязательно включался комплекс определённых мероприятий по уплотнению горячей смеси, оценке пористости асфальтобетона и испытаниям асфальтобетона для определения его эксплуатационных характеристик. При всем разнообразии методов подбора основополагающим является принцип проектирования смеси, обеспечивающий выполнение требований к качеству асфальтобетона, принятых в начале XX века, основная цель которых — оптимальные эксплуатационные свойства дорожного покрытия и его высокий срок службы.
Существует два подхода к проектированию составов асфальтобетонных смесей. Первый — подбор смеси с непрерывной гранулометрией каменного материала (так называемый Тармакадам, в честь Д. Л. Мак-Адама, разработавшего технологию строительства дорог с щебёночным покрытием). Этот вариант гарантирует высокие механические свойства покрытия благодаря расклиниванию мелкими фракциями щебня более крупных фракций. Покрытие, выполненное из смеси с непрерывной гранолуметрией минеральной части, обладает высокой шероховатостью, устойчивостью к сдвигу. Свойства смеси не изменяются в результате отклонения в дозировке минерального порошка и битума, она легко распределяется, формируется и уплотняется в процессе устройства покрытия. Для смесей такого типа необходимы прочные каменные материалы с околотой более чем наполовину поверхностью зерна. Форма кривой зернового состава (кривой просеивания) смеси минеральных материалов приближается к кубической параболе. Важное условие — применение битумов, устойчивых к старению (изменению группового и фазового составов) и имеющих хорошее сцепление с поверхностью каменных материалов, так как для этих покрытий типична открытая пористость.
При втором способе подбора смеси — по принципу плотного бетона — разрешается применять каменные материалы с окатаной формой зёрен и прерывистой гранулометрией (при отсутствии какой-либо фракции минеральных материалов). В процессе уплотнения этих смесей образуется асфальтобетон с замкнутой пористостью, покрытие приобретает более высокую водостойкость и морозостойкость. Однако подобные смеси в большей степени склонны к неравномерному распределению в объёме зёрен минеральной составляющей и битума. На их физико-механические свойства большое влияние оказывают отклонения в дозировке минерального порошка и битума. Для покрытий из смесей, подобранных по принципу плотного бетона, характерна низкая шероховатость.
Подбор начинается с определения свойств составляющих смеси и проверки соответствия их нормативам, установленным техническими документами. Затем находится оптимальное соотношение между компонентами, гарантирующее получение смеси с определёнными свойствами. Заключительный шаг — оценка полученных вариантов подбора с технико-экономической точки зрения и выпуск пробных партий на асфальтобетонном заводе.